# Нешто темно и тешко (филм)
„Нешто темно и тешко” је југословенски и македонски телевизијски филм из 1968. године. Режирао га је Славољуб Стефановић Раваси а сценарио је написао Момо Капор.

## Улоге
| Глумац           | Улога |
| ---------------- | ----- |
| Зафир Хаџиманов  |       |
| Петре Прличко    |       |
| Снежана Стамеска |       |